# Siren (album Roxy Music)
Siren – piąty album studyjny brytyjskiej zespołu Roxy Music, wydany w 1975 roku nakładem Island Records (Wielka Brytania) i ATCO Records (Stany Zjednoczone).

## Lista utworów
Opracowano na podstawie materiału źródłowego.
Wydanie LP:
Strona A
| Nr | Tytuł utworu       | Muzyka                      | Długość |
| -- | ------------------ | --------------------------- | ------- |
| 1. | „Love Is the Drug” | Bryan Ferry, Andy Mackay    | 4:11    |
| 2. | „End of the Line”  | Bryan Ferry                 | 5:14    |
| 3. | „Sentimental Fool” | Bryan Ferry, Andy Mackay    | 6:14    |
| 4. | „Whirlwind”        | Bryan Ferry, Phil Manzanera | 3:38    |
|    |                    |                             | 19:17   |

Strona B
| Nr | Tytuł utworu             | Muzyka                      | Długość |
| -- | ------------------------ | --------------------------- | ------- |
| 1. | „She Sells”              | Bryan Ferry, Eddie Jobson   | 3:39    |
| 2. | „Could It Happen to Me?” | Bryan Ferry                 | 3:36    |
| 3. | „Both Ends Burning”      | Bryan Ferry                 | 5:16    |
| 4. | „Nightingale”            | Bryan Ferry, Phil Manzanera | 4:11    |
| 5. | „Just Another High”      | Bryan Ferry                 | 6:31    |
|    |                          |                             | 23:13   |

## Twórcy
Opracowano na podstawie materiału źródłowego.
Muzycy:
- Bryan Ferry – śpiew, keyboardy
- John Gustafson – gitara basowa
- Eddie Jobson – skrzypce, syntezator, keyboardy
- Andy Mackay – obój, saksofon
- Phil Manzanera – gitara elektryczna
- Paul Thompson – perkusja

Produkcja:
- Chris Thomas - produkcja muzyczna
- Steve Nye – inżynieria dźwięku